# انوشیروان روحانی
انوشیروان روحانی (زادهٔ ۱ مرداد ۱۳۱۸) آهنگساز، نوازندهٔ پیانو، ارگ و آکاردئون اهل ایران است.

## زندگی‌نامه
انوشیروان روحانی دوشنبه ۱ مرداد ۱۳۱۸ در یک خانوادهٔ هنرمند، در رشت متولد شد. پدر وی رضا روحانی نیز اهل موسیقی نوازنده ویلن، مهندس کشاورزی و از متمولین گیلان بود، او پس از سه سال که مدت مأموریت پدر به پایان رسید، به اتفاق خانواده به تهران آمد و پدر در همان سال یک ملودیکا برایش خرید. سپس با راهنمایی پدر و تداوم در راه فراگیری موسیقی، به شکلی پیشرفت کرد که در سن ۹ سالگی در «جامعه باربد» که به سرپرستی اسماعیل مهرتاش اداره می‌شد، برنامه‌هایی اجرا کرد که مورد تشویق مهرتاش و مدعوین قرار گرفت. روحانی در سن ۶ سالگی با راهنمایی‌های پدر، با نت آشنا شد.
روحانی به رادیو راه یافت و در ارکسترهای مختلف برنامه‌هایی اجرا کرد. در اولین جلسه‌ای که او را در ۷ سالگی جهت اجرای برنامه کودک به رادیو می‌برند به علت خردسالی، صبحی مهتدی مجری برنامه و قصه گوی شهیر، او را روی صندلی گذاشت تا سازش به میکروفن نزدیک شود. او اولین تانگوی خود را به نام «تانگوی مامانی» را در سن ۶ سالگی ساخت و از سن ۱۵ سالگی عضو روزمزد رادیو شد.
در همین اوقات وارد هنرستان موسیقی شد. در هنرستان موسیقی، جواد معروفی، روح‌الله خالقی و سایر استادان هنرستان موسیقی تعلیم وی را بر عهده گرفتند. در ۲۱ سالگی اولین آهنگش را بنام «اسرار ساز» با کلام کریم فکور ساخت که با صدای پوران اجرا شد.
پس از فارغ‌التحصیلی، تحصیلات تکمیلی را در مدرسه جولیارد و کنسرواتوار پاریس ادامه داد. او در سال ۱۳۴۶ عضو رسمی انجمن آهنگسازان فرانسه شد. او بیش از ۲۵ سال نداشت که عضو شورای موسیقی رادیو شد و تا آخرین سالی که در آن سازمان فعالیت داشت، این سمت را عهده‌دار بود. وی از اولین برنامه «گلها» با این برنامه همکاری فراوان داشت و رهبری ارکستر شماره ۸ به عهده او بود
وی همچنین در کنار تحصیل در زمینه موسیقی، در سال ۱۳۴۷ موفق به دریافت گواهینامه خلبانی نیز گردید.
روحانی در سال‌های اخیر به عنوان آهنگساز با ارکسترهای معروف جهان همکاری نزدیک دارد، که نشان دهنده تسلط او بر سبک‌های جهانی موسیقی از جمله موسیقی کلاسیک است.
همچنین روحانی در سال ۱۳۵۰ به هزینه شخصی مدرسه‌ای در روستای کلشتر واقع در شهر رودبار استان گیلان احداث نمود.

## آثار
او یکی از آهنگسازان معاصر است که بیش از پانصد آهنگ ساخته است که در حدود ۲۵۰ اثر ضبط گردیده است اکثر آن‌ها از معروف‌ترین آهنگ‌های زمان خود بوده‌اند. روحانی در آهنگسازی ویژه فیلم و سینما نیز دارای آثار معروف و ارزنده‌ای می‌باشد. اولین بار در سال ۱۳۴۶ توسط وی «ارگ» به ایران آورده‌شد. «تولدت مبارک» یکی از آثار انوشیروان روحانی است که تقریباً تمامی ایرانیان در مراسم‌های تولد با آن خاطره دارند. این ترانه اولین بار به مناسبت جشن تولد خودرو ایرانی پیکان در سال ساخته و رونمایی شد.
از آخرین آثار او می‌توان به آهنگ «Maybe I Maybe You» از آلبوم Unbreakable گروه اسکورپیونز، اشاره کرد که حاصل همکاری روحانی با این گروه در اواخر سال ۲۰۰۰ می‌باشد. قطعه «Maybe I Maybe You» در سال ۲۰۰۳ در آخرین اجرای این گروه معروف در «راک هال» (ROCK HALL) آلمان اجرا شد، که باعث شد این گروه علاوه بر این قطعه، یک قطعه دیگر را در آلبوم جدید خود از «روحانی» خواستار باشند. نکته جالب توجه در این قطعه استفاده از تم‌های ایرانی است که در زمان انتشارش درجدول تاپ تونتی (TOP 20) و (World Modern Rock Top 30 Singles) در رده نهم قطعات موسیقی دنیا قرار گرفته است. همچنین آثار زیر را نیز خلق نموده است:
- ساخت و تنظیم و اجرای ۴۵ قطعه برای گروه کر دختران بین سال‌های ۱۳۴۷ الی ۱۳۵۴.
- ساخت موسیقی برای تبلیغات رادیو تلویزیونی از جمله برای بلیط بخت آزمایی با شعر «بنی آدم اعضای یکدیگرند».
- نوشابه شوئپس پرتقالی.

او آهنگساز تعدادی از مهم‌ترین آثار مهستی و هایده بوده است. از معروف‌ترین قطعات او می‌توان به «آواز جدایی» «راز خلقت» (دارم سؤالی از خدا)، «هوس»، «تولدت مبارک»، «دل کوچولو»، «مجنون تو»، «عاشق شدم من»، «سلطان قلب‌ها» و «گل سنگ» اشاره کرد.
اصغر فرهادی در مصاحبه‌ای از علاقه خود به آهنگ فیلم سلطان قلب‌ها گفت و اینکه به همین دلیل از این آهنگ در فیلم شهر زیبا استفاده کرد.
- سرنوشت (با صدای همایون شجریان - سال انتشار: ۱۳۹۹)

## نگارخانه

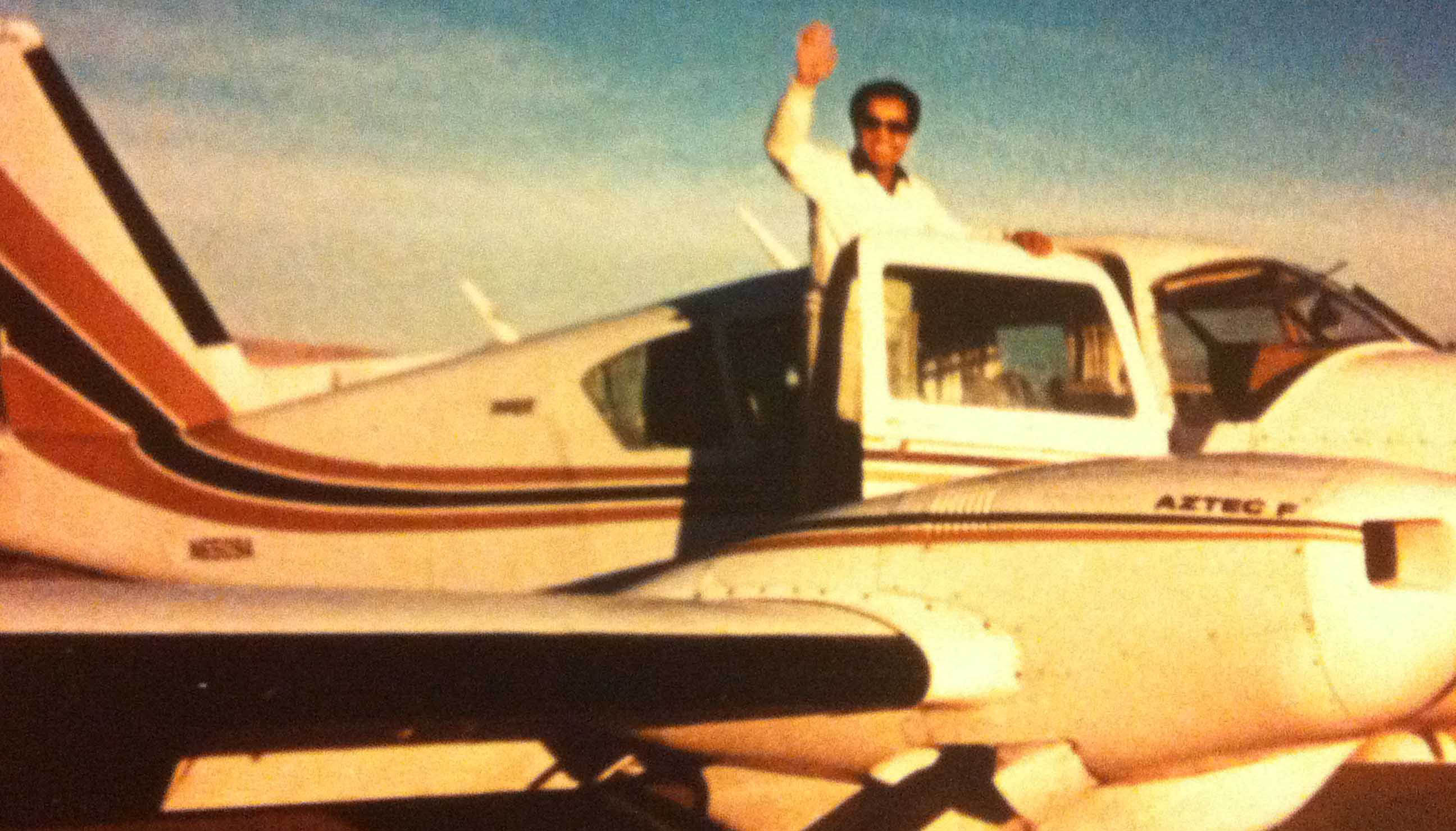
انوشیروان روحانی در سال ۱۳۵۴ گواهینامه خلبانی گرفت و نخستین هنرمندی بود که پیش از انقلاب هواپیمای شخصی داشت
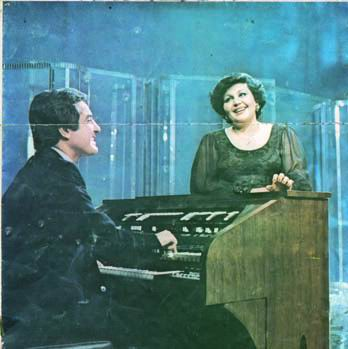
انوشیروان روحانی و هایده در رادیو تلویزیون ملی ایران
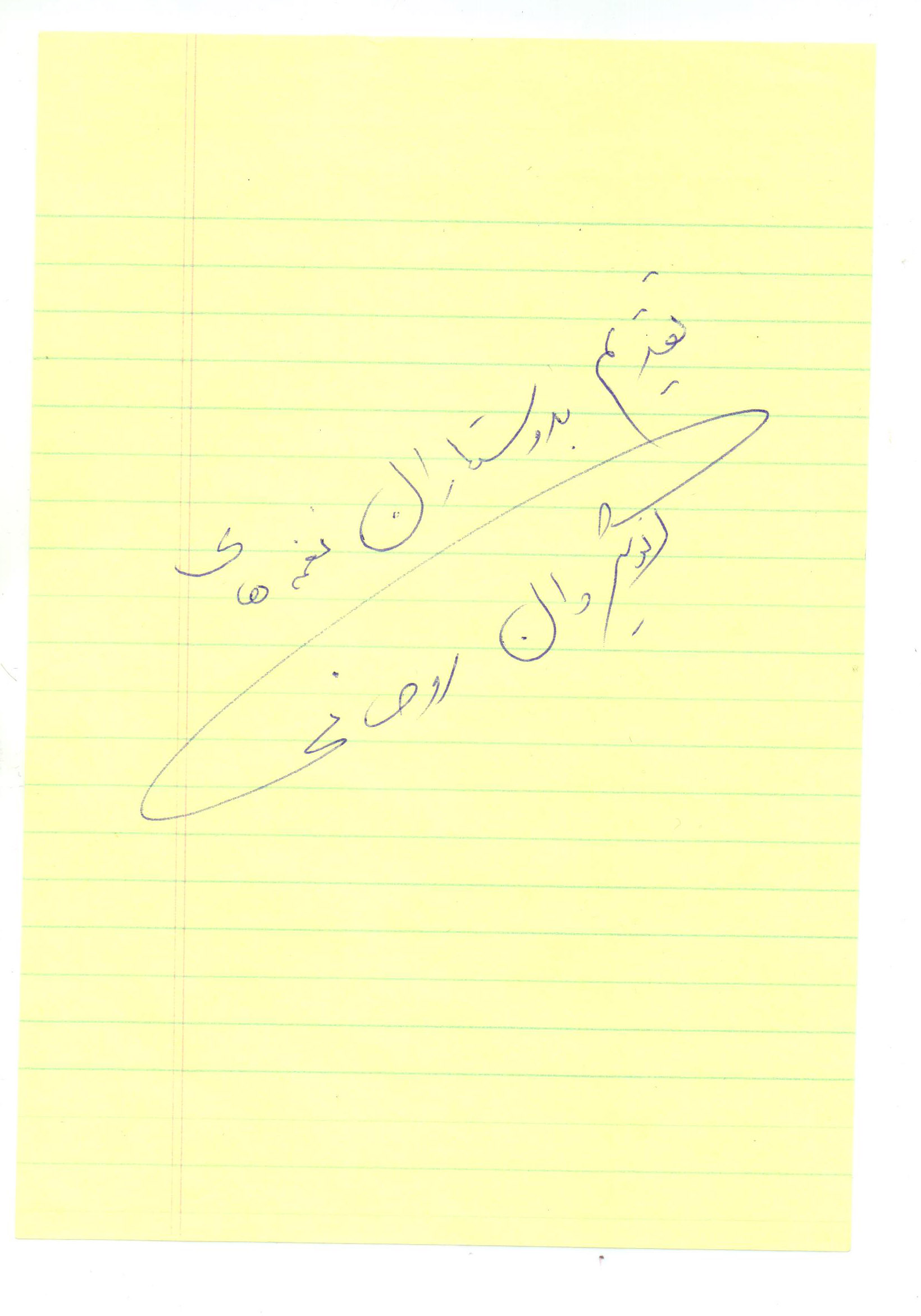
امضای انوشیروان روحانی (ثبت شده در تاریخ ۴ اسفند ۹۱)

## ترانه‌ها
| ردیف | نام ترانه                             | خواننده       | ترانه‌سرا               | توضیحات                                               |
| ---- | ------------------------------------- | ------------- | ---------------------- | ----------------------------------------------------- |
| ۱    | زندگی قشنگه                           | هایده         | امان منطقی             | تنظیم از مجتبی میرزاده                                |
| ۲    | فریاد                                 | مازیار        | کریم فکور              | تنظیم از انوشیروان روحانی                             |
| ۲    | فریاد                                 | هایده         | کریم فکور              | تنظیم (میکس روی صدای خواننده) شهرداد روحانی           |
| ۳    | سال                                   | هایده         | بیژن سمندر             | تنظیم از شهرداد روحانی                                |
| ۴    | کاشکی دوست نداشتم                     | هایده         | امان منطقی             | تنظیم از شهرداد روحانی                                |
| ۵    | مینای دل                              | هایده         | هما میرافشار           |                                                       |
| ۶    | غمت در نهانخانه دل نشیند              | هایده         | طبیب اصفهانی           |                                                       |
| ۷    | سراب                                  | هایده         | مهین عمید              |                                                       |
| ۸    | ای یار من                             | هایده         | مولانا                 |                                                       |
| ۹    | نوروز آمد                             | هایده         | بیژن سمندر             |                                                       |
| ۱۰   | کتاب هستی                             | هایده         | هما میرافشار           |                                                       |
| ۱۱   | میهمان                                | هایده         | هما میرافشار           | ویولون: سیاوش زندگانی                                 |
| ۱۲   | گل سنگ                                | هایده         | بیژن سمندر             |                                                       |
| ۱۳   | فدات بگردم من                         | هایده         | هما میرافشار           |                                                       |
| ۱۴   | آواز شوشتری                           | هایده         | هاتف اصفهانی           |                                                       |
| ۱۵   | دشت سرخ                               | پوران         | کریم فکور              |                                                       |
| ۱۶   | سیمای شب                              | پوران         | دکتر نیر سینا          |                                                       |
| ۱۷   | جهان گذران                            | پوران         | بهادر یگانه            |                                                       |
| ۱۸   | دختر کولی                             | پوران         | محمدعلی شیرازی         |                                                       |
| ۱۹   | دوستت دارم                            | پوران         | شهر آشوب               |                                                       |
| ۲۰   | دل من طاقت نداره                      | پوران         | کریم فکور              |                                                       |
| ۲۱   | از من بگذر                            | پوران و ایرج  | کریم فکور              |                                                       |
| ۲۲   | ملا ممد جان                           | پوران         | محلی افغانی            | تنظیم از انوشیروان روحانی                             |
| ۲۳   | دل کوچولو                             | مهستی         | هما میر افشار          |                                                       |
| ۲۴   | قمار زندگی                            | مهستی         | هما میر افشار          |                                                       |
| ۲۵   | لیلی و مجنون                          | مهستی         | بیژن سمندر             |                                                       |
| ۲۶   | راز خلقت                              | مهستی         | معینی کرمانشاهی        |                                                       |
| ۲۷   | جمجمک برگ خزون                        | مهستی         | پرویز وکیلی            |                                                       |
| ۲۸   | یاد او                                | مهستی         | معینی کرمانشاهی        |                                                       |
| ۲۹   | سکوت جاویدان                          | مهستی         | نواب صفا               |                                                       |
| ۳۰   | زمین تر                               | پوران         | نادر نادرپور           |                                                       |
| ۳۱   | مجنون تو                              | مرضیه         | جواهری وجدی            |                                                       |
| ۳۲   | فرشته ها                              | عهدیه         | هما میر افشار          |                                                       |
| ۳۳   | همراه بهار                            | عهدیه         | لعبت والا              |                                                       |
| ۳۴   | سلطان قلب‌ها                           | عهدیه         | محمدعلی شیرازی         |                                                       |
| ۳۵   | لالایی                                | عهدیه         | محمدعلی شیرازی         |                                                       |
| ۳۶   | نامه (سلطان قلب‌ها)                    | عهدیه         | محمدعلی شیرازی         |                                                       |
| ۳۷   | ماشین سواری (سلطان قلب‌ها)             | عهدیه         | محمدعلی شیرازی         |                                                       |
| ۳۸   | یک روز یک شب یک ماه (سلطان قلب‌ها)     | عهدیه         | محمدعلی شیرازی         |                                                       |
| ۳۹   | ای خدا دلم تنگه                       | عهدیه         | هما میر افشار          |                                                       |
| ۴۰   | قسم                                   | عهدیه         | نواب صفا               |                                                       |
| ۴۱   | تولد                                  | عهدیه         | پرویز خطیبی، نوذر پرنگ |                                                       |
| ۴۲   | عاشق شدم من                           | عهدیه         | مهدی سهیلی             |                                                       |
| ۴۳   | خاطر خواه                             | عهدیه         | شهرزاد                 |                                                       |
| ۴۴   | اوستا کریم                            | عهدیه         | نظام فاطمی             | ویولون: مجتبی میرزاده                                 |
| ۴۵   | یار پیمانه                            | گلپا          | بیژن ترقی              |                                                       |
| ۴۶   | گلهای صحرایی شمار ۵۰                  | ویگن          | محلی ارمنی             | پیانو: انوشیروان روحانی                               |
| ۴۷   | وطن من                                | سپهر          | امان منطقی             |                                                       |
| ۴۸   | ای خدا                                | عارف          | امان منطقی             |                                                       |
| ۴۹   | انتظار                                | عارف          | اردلان سرفراز          |                                                       |
| ۵۰   | مستم مستم (محلی)                      | عارف          | امان منطقی             | تنظیم از انوشیروان روحانی                             |
| ۵۱   | همه چیم یار                           | عارف          | امان منطقی             |                                                       |
| ۵۲   | زیبا پرستی (گل حسرت)                  | ستار          | نظام فاطمی             | تنظیم از انوشیروان روحانی                             |
| ۵۳   | با تو بودن                            | ستار          | محمودی                 |                                                       |
| ۵۴   | بود و نبود                            | ستار          | معینی کرمانشاهی        |                                                       |
| ۵۵   | گل سنگ                                | ستار          | بیژن سمندر             |                                                       |
| ۵۶   | انتظار (خون عشق تو)                   | لیلا فروهر    | هما میر افشار          |                                                       |
| ۵۷   | فریاد                                 | لیلا فروهر    | هما میر افشار          |                                                       |
| ۵۸   | عاشق شدم                              | لیلا فروهر    | مهدی سهیلی             |                                                       |
| ۵۹   | افسوس                                 | لیلا فروهر    | نواب صفا               |                                                       |
| ۶۰   | قسم به تو                             | لیلا فروهر    | نواب صفا               |                                                       |
| ۶۱   | خالق عشق                              | لیلا فروهر    | هما میر افشار          |                                                       |
| ۶۲   | من و تو                               | لیلا فروهر    | بیژن سمندر             |                                                       |
| ۶۳   | گل خشخاش                              | لیلا فروهر    | نظام فاطمی             |                                                       |
| ۶۴   | بهانه                                 | لیلا فروهر    | بیژن سمندر             |                                                       |
| ۶۵   | هوس                                   | معین          | هما میر افشار          |                                                       |
| ۶۶   | آواز جدایی                            | معین          | وحشی بافقی             |                                                       |
| ۶۷   | زندونی                                | داریوش        | محمدعلی شیرازی         |                                                       |
| ۶۸   | امید زندگانی                          | الهه          | تورج نگهبان            |                                                       |
| ۶۹   | تو مرو                                | رویا          | تورج نگهبان            |                                                       |
| ۷۰   | سیمین بری                             | امل سایین     | جمشید شیبانی           | تنظیم و اجرای زنده با ارگ در تلویزیون ملی ایران       |
| ۷۱   | چیلی بلبل                             | امل سایین     | ترکی                   | تنظیم و اجرای زنده با ارگ در تلویزیون ملی ایران       |
| ۷۲   | اشک یتیم                              | عارف          | کریم فکور              |                                                       |
| ۷۳   | کیمیایی محبت                          | عارف          | کریم فکور              |                                                       |
| ۷۴   | قصه عشق                               | عهدیه         | رهی معیری              |                                                       |
| ۷۵   | روز بی فردا                           | دلکش          | نواب صفا               |                                                       |
| ۷۶   | عشقت چه‌ها نکرد                        | دلکش          | رحیم معینی کرمانشاهی   |                                                       |
| ۷۷   | سرباز وطن                             | دلکش          | رحیم معینی کرمانشاهی   |                                                       |
| ۷۸   | Maybe I ,maybe you (شاید من، شاید تو) | اسکورپیونز    | کلوز مین               |                                                       |
| ۷۹   | تو مهری، تو ماهی                      | یاسمین        | نواب صفا               |                                                       |
| ۸۰   | راز خلقت                              | معین          | رحیم معینی کرمانشاهی   |                                                       |
| ۸۱   | دنیا دنیا                             | حمیرا         | هما میرافشار           |                                                       |
| ۸۲   | باز شب اومد                           | حمیرا         |                        |                                                       |
| ۸۳   | ساقی می خواران                        | ویگن          | جمشید ارجمند           |                                                       |
| ۸۴   | خاطر خواه                             | شهرام کاشانی  | شهرزاد                 | بازخوانی آهنگ خاطر خواه از عهدیه، تنظیم:شوبرت آواکیان |
| ۸۵   | سرنوشت                                | همایون شجریان | شیرازی، فرا            | رضا روحانی                                            |

## آثار بی‌کلام
| نام آهنگ            | توضیحات                   |
| ------------------- | ------------------------- |
| ۱: پیش‌درآمد فریاد   | آلبوم فریاد با صدای هایده |
| ۲:ورزش صبحگاهی      |                           |
| ۳: یادگار عمر       |                           |
| ۴: جدایی            |                           |
| ۵: نوا              |                           |
| ۶: بهانه            | آلبوم بهانه لیلا فروهر    |
| ۷: همزبان           |                           |
| ۸: مهتاب            |                           |
| ۹: راز و نیاز       |                           |
| ۱۰: مقدمه قسم به تو | آلبوم بهانه لیلا فروهر    |
| ۱۱: مقدمه من و تو   | آلبوم بهانه لیلا فروهر    |
| ۱۲: افسون           |                           |
| ۱۳: غمزه            |                           |

## موسیقی فیلم
| ردیف | نام فیلم        | کارگردان        | سال تولید | توضیحات                                          |
| ---- | --------------- | --------------- | --------- | ------------------------------------------------ |
| ۱    | خداحافظ تهران   | ساموئل خاچیکیان | ۱۳۴۵      |                                                  |
| ۲    | جاده زرین       | ناصر ملک مطیعی  | ۱۳۴۶      | خواننده: عماد رام                                |
| ۳    | دشت سرخ         | حکمت آقا نیکان  | ۱۳۴۷      | خوانندگان: پوران، عهدیه                          |
| ۴    | آسمون بی ستاره  | حمید مجتهدی     | ۱۳۵۰      |                                                  |
| ۵    | مرغ تخم طلا     | مهدی رئیس‌فیروز  | ۱۳۵۱      | ترانه‌سرا پرویز خطیبی                             |
| ۶    | گذر اکبر        | محمد علی زرندی  | ۱۳۵۱      | خوانندگان:داریوش، سیما افشار، ناهید، قشری        |
| ۷    | خاطر خواه       | امیر شروان      | ۱۳۵۱      | خواننده: عهدیه                                   |
| ۸    | ناخدا           | امیر شروان      | ۱۳۵۲      | خوانندگان: عهدیه                                 |
| ۹    | دشمن            | خسرو پرویزی     | ۱۳۵۲      | خوانندگان: عارف، عهدیه                           |
| ۱۰   | میرم بابا بخرم  | امان منطقی      | ۱۳۵۳      | خوانندگان :عارف، عهدیه، منوچهر اسماعیلی، بلا     |
| ۱۱   | یاقوت۳چشم       | محمدعلی فردین   | ۱۳۴۳      | خوانندگان :عارف، عهدیه                           |
| ۱۲   | میهمان          | کامران قدکچیان  | ۱۳۵۵      | خوانندگان: هایده، لیلا فروهر                     |
| ۱۳   | دلقک            | قدرت احسانی     | ۱۳۵۵      | همکاری با گالوئیت گورکیان، خوانندگان: عهدیه، بلا |
| ۱۴   | سلطان قلب‌ها     | محمد علی فردین  | ۱۳۴۷      | خوانندگان: عهدیه، عارف                           |
| ۱۵   | من هم گریه کردم | ساموئل خاچیکیان | ۱۳۴۷      |                                                  |

همکاری به عنوان رهبر ارکستر و نوازنده
| ردیف | نام فیلم            | کارگردان        | سال تولید | توضیحات                                                        |
| ---- | ------------------- | --------------- | --------- | -------------------------------------------------------------- |
| ۱    | لاله آتشین          | نوذری-لطیف پور  | ۱۳۴۱      |                                                                |
| ۲    | گرگهای گرسنه        | فردین-فاطمی     | ۱۳۴۱      |                                                                |
| ۳    | طلای سفید           | جمشید شیبانی    | ۱۳۴۱      |                                                                |
| ۴    | اشک‌ها و خنده‌ها      | اسماعیل کوشان   | ۱۳۴۲      |                                                                |
| ۵    | آقای قرن بیستم      | سیامک یاسمی     | ۱۳۴۳      | خوانندگان: پوران، ایرج، پریا                                   |
| ۶    | مو طلایی شهر ما     | عباس شباویز     | ۱۳۴۴      | خواننده :ایرج                                                  |
| ۷    | دنیای پول           | قدرت احسانی     | ۱۳۴۴      | خوانندگان: ویگن، پوران، بهشته (خواننده)، عارف                  |
| ۸    | کلید بهشت           | حسین مدنی       | ۱۳۴۵      | خوانندگان: عباس شیرازی، عهدیه، ایرج                            |
| ۹    | حسین کرد            | اسماعیل کوشان   | ۱۳۴۵      |                                                                |
| ۱۰   | حاتم طائی           | فردین           | ۱۳۴۵      |                                                                |
| ۱۱   | امیر ارسلان نام دار | اسماعیل کوشان   | ۱۳۴۵      | خوانندگان: ایرج، پوران                                         |
| ۱۲   | گوهر شب چراغ        | اسماعیل کوشان   | ۱۳۴۶      | خوانندگان: ایرج، عهدیه                                         |
| ۱۳   | ببر مازندران        | ساموئل خاچیکیان | ۱۳۴۷      |                                                                |
| ۱۴   | ملا ممد جان         | حمید شیبانی     | ۱۳۵۰      | خوانندگان: کوروس سرهنگ‌زاده، پوران. ترانه‌سرا: تورج نگهبان       |
| ۱۵   | ظفر                 | صابر رهبر       | ۱۳۵۵      | خواننده: عهدیه                                                 |
| ۱۶   | جهنم + من           | فردین           | ۱۳۵۱      | خوانندگان: عماد رام، عهدیه                                     |
| ۱۷   | بابا نان داد        | امان منطقی      | ۱۳۵۱      | خوانندگان:منوچهر اسماعیلی، عارف عهدیه                          |
| ۱۸   | هلوی پوست کنده      | عباس دستمالچی   | ۱۳۵۲      |                                                                |
| ۱۹   | گدای میلیونر        | محمود کوشان     | ۱۳۵۲      | شاعر: کریم فکور                                                |
| ۲۰   | قصه شب              | فردین           | ۱۳۵۲      | خواننده: دینامیک، عارف، عهدیه                                  |
| ۲۱   | سرجوخه جبار         | امان منطقی      | ۱۳۵۲      | خوانندگان: جمال وفایی، رامش                                    |
| ۲۲   | اوستا کریم          | محمود کوشان     | ۱۳۵۳      | ترانه سرایان: نظام فاطمی، مسعود هوشمند. خوانندگان :پروا، عهدیه |
| ۲۳   | خداحافظ کوچولو      | امیر شیروان     | ۱۳۵۴      | ترانه‌سرا: رضا شمس. خواننده: عهدیه                              |
| ۲۴   | حسرت                | نظام فاطمی      | ۱۳۵۴      |                                                                |
| ۲۵   | مهدی پاشنه طلا      | نظام فاطمی      | ۱۳۵۴      | خواننده: عهدیه                                                 |
| ۲۶   | اخم نکن سرکار       | امیر شروان      | ۱۳۵۴      | خواننده: عهدیه                                                 |
| ۲۷   | گل خشخاش            | داریوش کوشان    | ۱۳۵۵      | خواننده: لیلا فروهر. ترانه‌سرا: نظام فاطمی                      |
| ۲۸   | غلام ژاندارم        | امان منطقی      | ۱۳۵۰      | عارف، علی حمایتی                                               |

## خانواده
پدرش، رضا روحانی، مهندس کشاورزی و از متمولین استان گیلان بود (کاوه) که در نواختن ویولن و نیز سرودن شعر تجربیات زیادی داشت. انوشیروان روحانی سه برادر با نام‌های اردشیر، شهرداد، شهریار دارد که آن‌ها هم در زمینهٔ موسیقی فعالیت می‌کنند. اردشیر معلم پیانو است. شهرداد روحانی آهنگساز و رهبر ارکستر است و با آهنگسازان بزرگی مانند «یانی» همکاری داشته است. او بیشتر آهنگ‌های «انوشیروان» را تنظیم کرده است.
شهریار روحانی نیز فارغ‌التحصیل مدرسه موسیقی «وین» و یکی از چهره‌های شناخته‌شدهٔ موسیقی نوین ایران است.
همسر انوشیروان روحانی خواهر پوران خوانندهٔ ایرانی است که در دهه‌های ۳۰، ۴۰ و ۵۰ آثار پرارزشی را اجرا کرده‌اند. انوشیروان روحانی دارای سه فرزند با نام رضا روحانی، نوا روحانی و ندا روحانی است. رضا در راه پدر تحصیلاتش را در زمینه موسیقی ادامه داده است و به همراه پدرش چندین کنسرت زنده نیز اجرا کرده‌اند.

## کلاس‌ها
وی در حال حاضر مستر کلاس‌هایی را در بعضی از شهرها مثل (تهران، تبریز، مشهد، اصفهان و گیلان و کرمان …) برگزار می‌کند